# Baltazar Porras

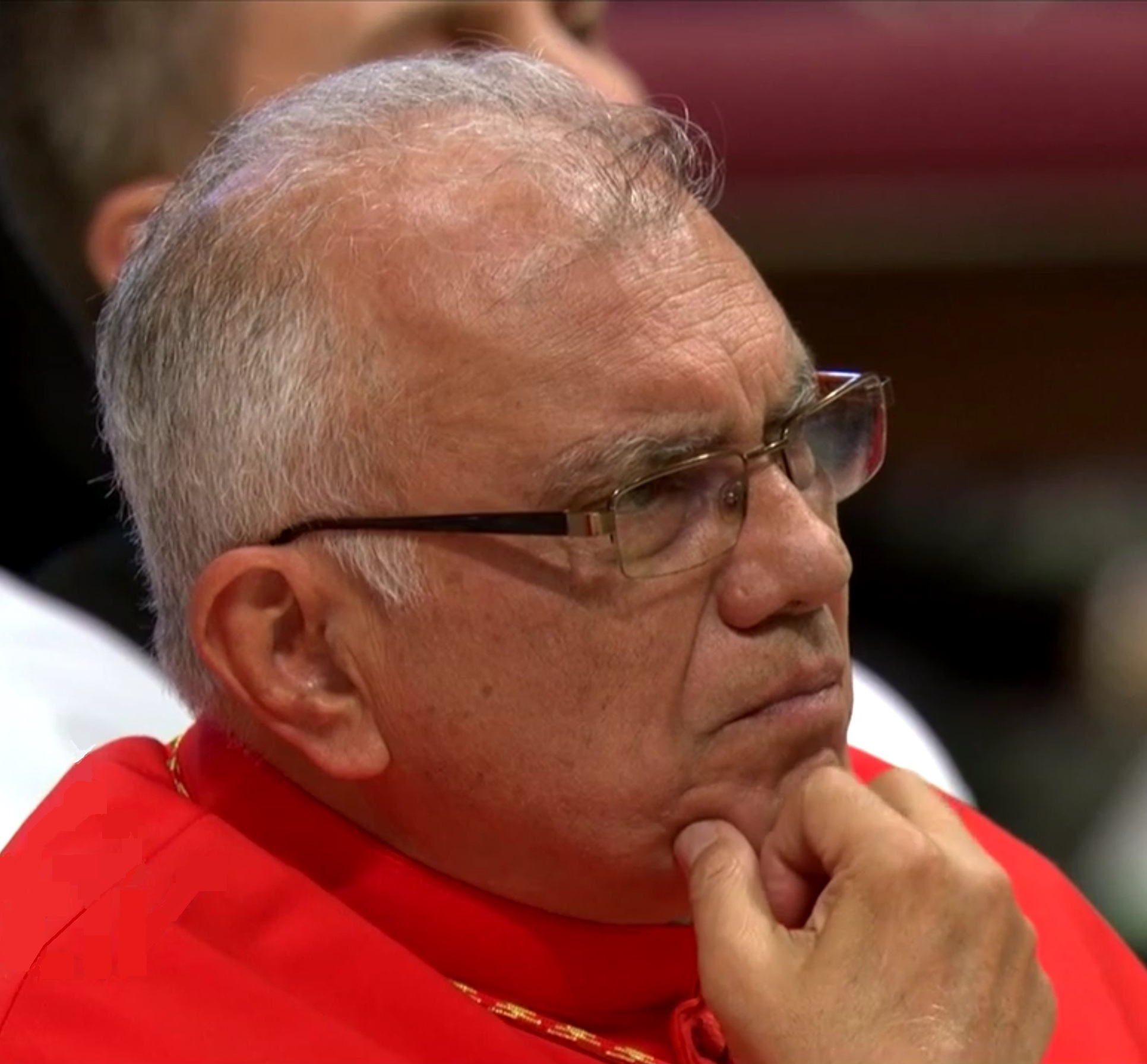
Baltazar Enrique Kardinal Porras Cardozo (2016)

Kardinalswappen

Baltazar Enrique Kardinal Porras Cardozo (* 10. Oktober 1944 in Caracas) ist ein vezolanischer Geistlicher und emeritierter römisch-katholischer Erzbischof von Caracas.

## Leben
Seine Kindheit verbrachte er in Caracas, hier besuchte er als Schüler die Grundschule Luis de León und die Pfarrschule der Pfarrgemeinde St. Teresa und war über sechs Jahre lang Messdiener. Er wechselte dann auf eine Hochschule nach Santa Rosa de Lima in Guatemala, danach begann er seine Priesterausbildung im Priesterseminar des Erzbistums Guatemala und in Santa Rosa de Lima. Am 30. Juli 1967 wurde Porras Cardozo von Erzbischof Miguel Antonio Salas Salas CIM zum Priester geweiht. Im Jahr 1975 wurde er nach dem Studium der Katholischen Theologie an der Päpstlichen Universität Salamanca zum Dr. theol. promoviert.
Am 23. Juli 1983 ernannte ihn Papst Johannes Paul II. zum Titularbischof von Lamdia und zum Weihbischof in Mérida. Die Bischofsweihe spendete ihm José Alí Kardinal Lebrún Moratinos, Erzbischof von Caracas, am 17. September desselben Jahres; Mitkonsekratoren waren Miguel Antonio Salas Salas CIM, Erzbischof von Mérida, und Domingo Roa Pérez, Erzbischof von Maracaibo.
Am 30. Oktober 1991 berief ihn Johannes Paul II. zum Erzbischof von Mérida. Er war von 1999 bis 2006 Präsident der Bischofskonferenz von Venezuela (CEV). Von 2007 bis 2011 war er Erster Vizepräsident des Lateinamerikanischen Bischofsrates CELAM, wo er auch die Ämter des Präsidenten der Abteilung für Laien (1995–1999) und der Abteilung für Kommunikation (2003–2007) innehatte.
Im Konsistorium vom 19. November 2016 nahm ihn Papst Franziskus als Kardinalpriester mit der Titelkirche Santi Giovanni Evangelista e Petronio in das Kardinalskollegium auf. Seine Titelkirche nahm er am 11. Juni des folgenden Jahres in Besitz.
Am 14. Januar 2017 berief ihn Papst Franziskus zum Mitglied der Päpstlichen Kommission für Lateinamerika. Am 23. Dezember 2017 ernannte ihn der Papst zum Mitglied des Dikasteriums für Laien, Familie und Leben.
Am 13. Juli 2019 ernannte ihn Papst Franziskus für fünf Jahre zum Mitglied der Kongregation für den Klerus. Am 11. November 2019 ernannte ihn der Papst zum Mitglied des Päpstlichen Rates für die Kultur.
Papst Franziskus ernannte ihn am 9. Juli 2018 zusätzlich für die Zeit der Sedisvakanz zum Apostolischen Administrator von Caracas. Trotz seines relativ hohen Alters ernannte ihn Papst Franziskus am 17. Januar 2023 zum Erzbischof von Caracas, zunächst ohne ihn von der Leitung des Erzbistums Mérida zu entbinden. Die Amtseinführung in Caracas fand am 28. Januar desselben Jahres statt. Drei Tage später nahm der Papst seinen Rücktritt als Erzbischof von Mérida an.
Am 28. Juni 2024 nahm Papst Franziskus das altersbedingte Rücktrittsgesuch von Baltazar Porras an.
José Hernán Sánchez Porras (1944–2014), Militärbischof in Venezuela, war ein Cousin von Baltazar Porras.

## Ehrungen und Auszeichnungen
- 2008 erhielt er von der Universidad Nacional Andrés Bello in Chile die Ehrendoktorwürde für Geschichte